# 森氏蓟
森氏蓟（学名：Cirsium morii）是菊科蓟属的植物，是台灣的特有植物。分布在台灣本島，见于高山，目前尚未由人工引种栽培。